# Never Say Goodbye
Never Say Goodbye (bra: Nunca Deixei de Te Amar; prt: Nunca Digas Adeus) é um filme estadunidense de 1956, do gênero drama romântico, dirigido por Jerry Hopper para a Universal Studios.